# Schwäne
Die Schwäne (Cygnus) sind eine Gattung der Entenvögel (Anatidae). Innerhalb dieser Familie werden sie den Gänsen (Anserinae) zugerechnet. Schwäne sind die größten aller Entenvögel. Wegen des rein weißen Gefieders der europäischen Arten (früher lateinisch Cygnus albus „Weißer Schwan“) und der eindrucksvollen Größe sind sie in zahlreiche Mythen und Märchen eingegangen.

## Merkmale
Das Gefieder der Schwäne ist entweder rein weiß oder zeigt eine Mischung aus schwarz und weiß, wobei weiße Varianten schwarze Flügelspitzen haben können. Die Schwarzschwäne sind die einzige vollkommen schwarz erscheinende Schwanenart (im Flug sind auch sie erkennbar teilweise weiß gefärbt). Die Geschlechter aller Arten zeigen nur geringfügige Unterschiede im äußeren Erscheinungsbild.
Schwäne unterscheiden sich von den Gänsen im engeren Sinn durch einen noch längeren Hals, der ihnen das Gründeln im tieferen Wasser ermöglicht, und die Körpergröße, die sie neben einigen Pelikanen zu den größten Wasservögeln macht. Ihre Flügelspannweite kann bis zu 240 cm betragen, ihr Gewicht 14,3 kg erreichen. Die Beine sind relativ kurz und weit hinten am Körper abgesetzt, so dass Schwäne an Land eher schwerfällig wirken. So sind Schwäne auch aquatischer als andere Gänse, verlassen also sehr viel seltener das Wasser.

## Verbreitung und Lebensraum
Die Gattung Cygnus umfasst je nach taxonomischer Auffassung sechs oder sieben Arten (umstritten ist dabei der Status des Zwergschwans Cygnus bewickii, den viele Ornithologen als eine Unterart des Pfeifschwans auffassen), von denen vier ein hochnordisches Verbreitungsgebiet haben: Sie brüten in der arktischen Tundra und ziehen im Winter in die gemäßigte Zone. Der Höckerschwan ist heute weltweit in gemäßigten Zonen verbreitet, hatte seinen Ursprung aber in der Paläarktis. Zwei Arten stammen von der Südhalbkugel: der Schwarzschwan aus Australien und der Schwarzhalsschwan aus Südamerika. Eine weitere Art, der Neuseelandschwan, wurde wahrscheinlich zwischen im 1450 und 1650 ausgerottet.
Der ebenfalls als Schwan bezeichnete, aber zu einer anderen Gattung gehörende Koskorobaschwan lebt ebenfalls in Südamerika.
Der Lebensraum der Schwäne sind Sümpfe, flache Seen und langsam fließende Flüsse. Der Grund muss stets gründelnd erreichbar sein, so dass zu tiefe Gewässer für Schwäne ungeeignet sind.

## Lebensweise

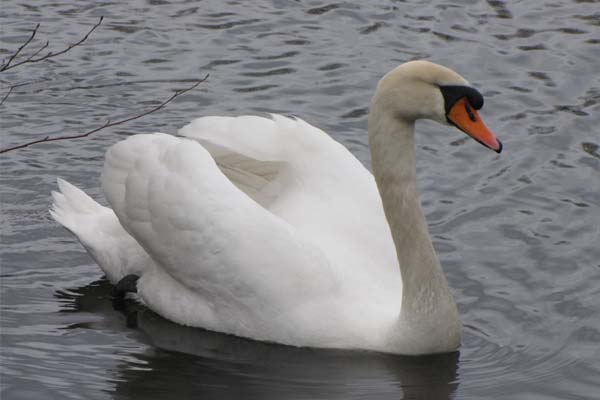
Höckerschwan

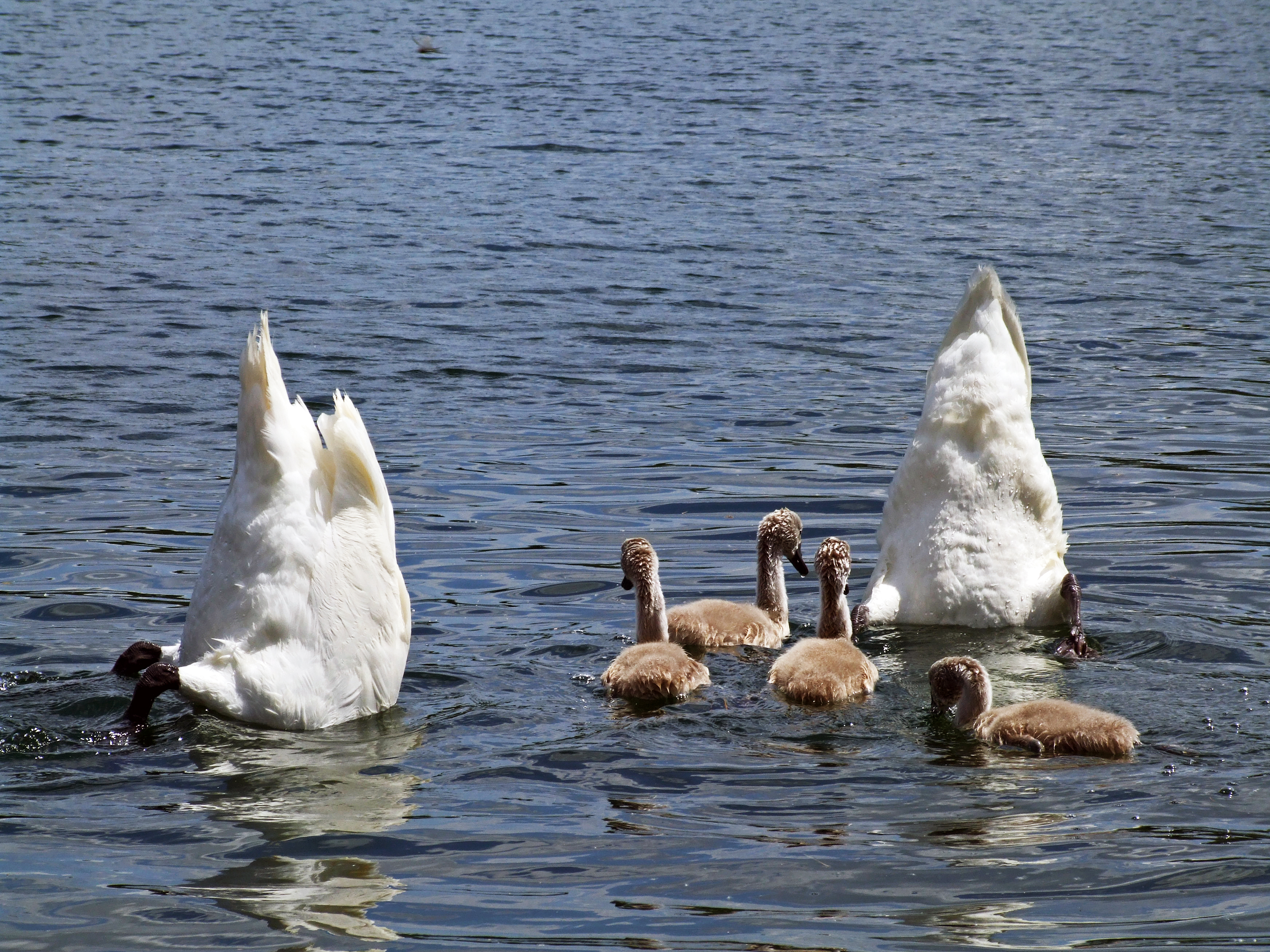
Schwanenpaar beim Gründeln

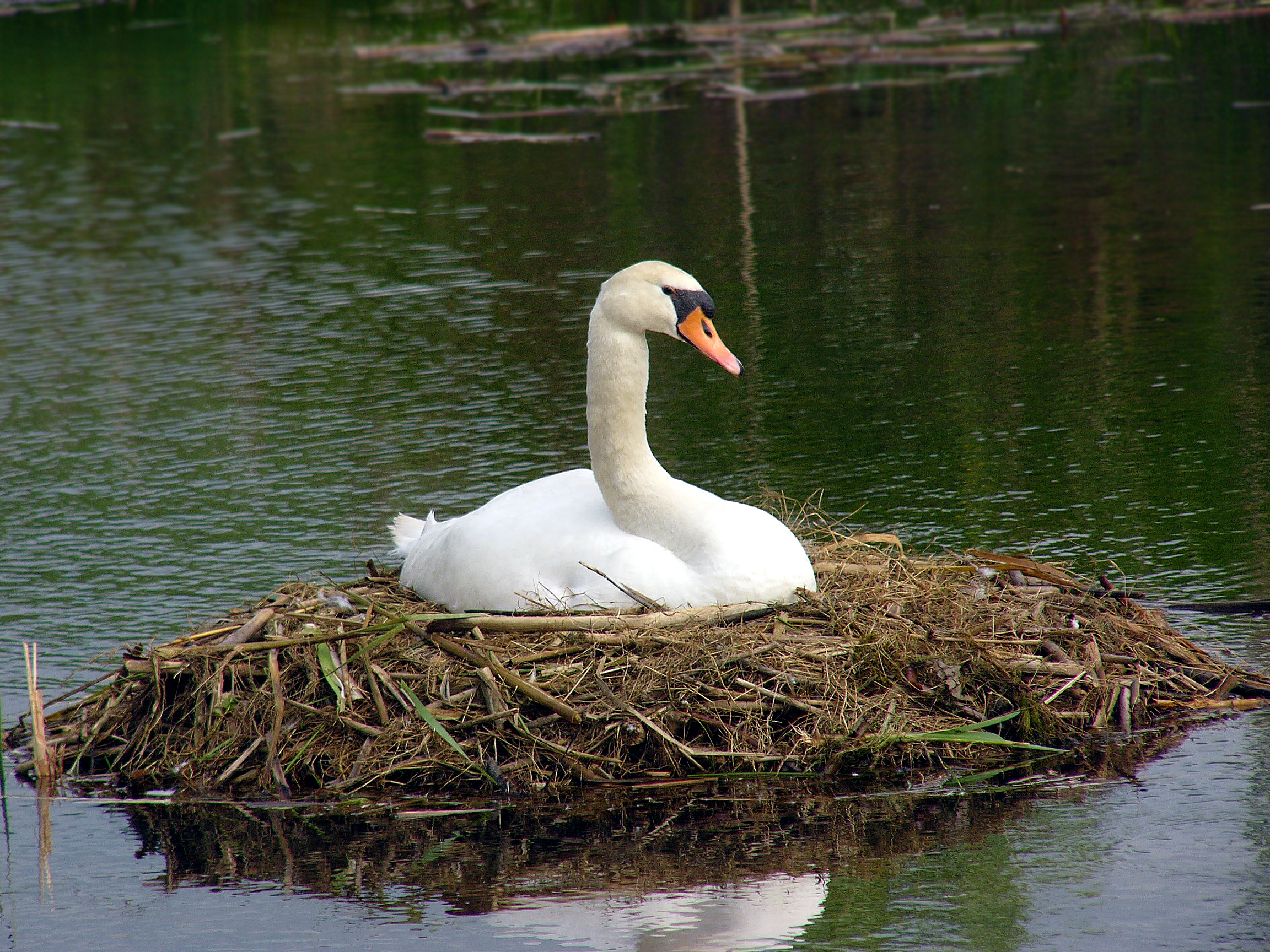
Höckerschwan auf dem Nest

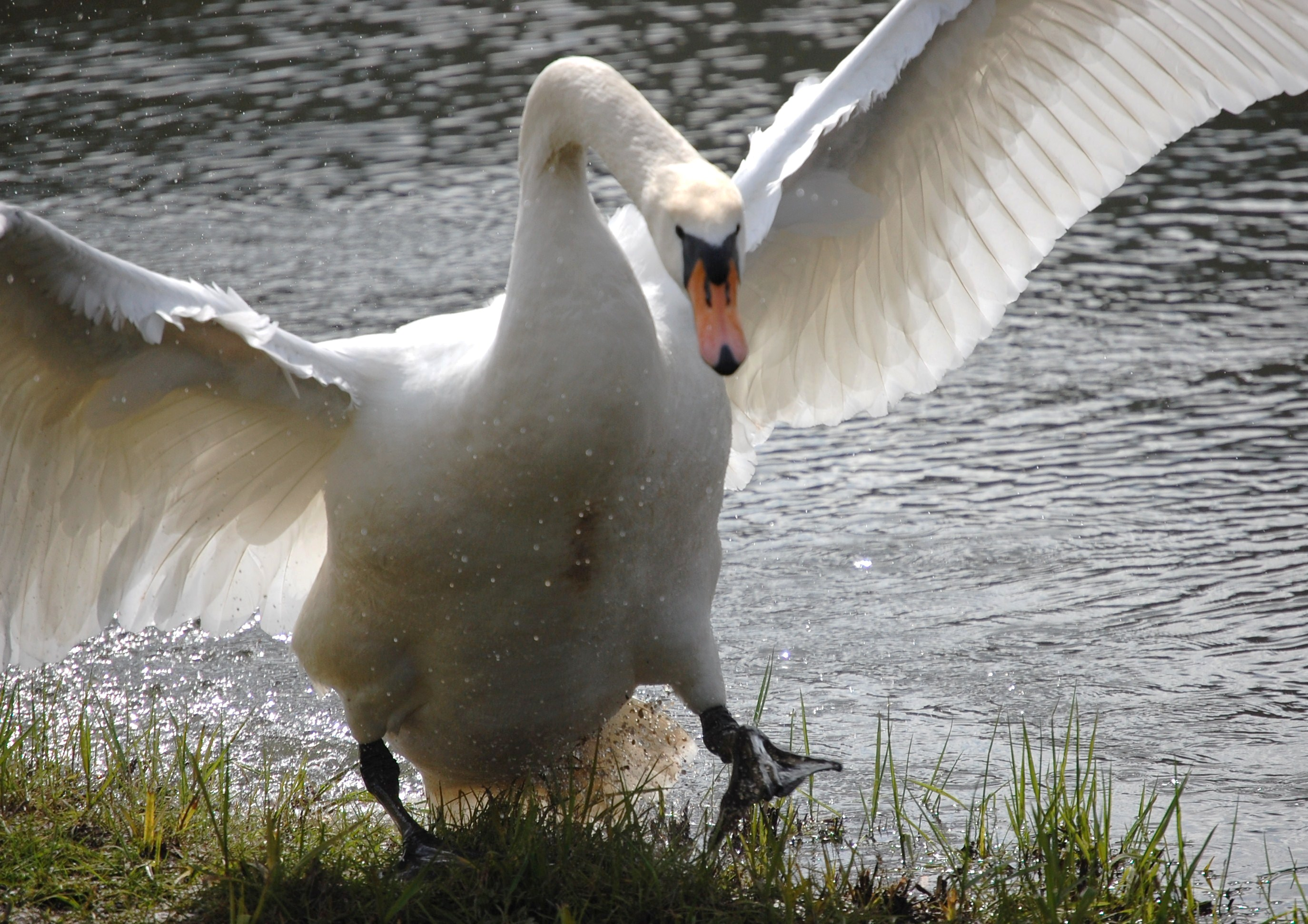
Höckerschwan bei der Verteidigung seiner Brut

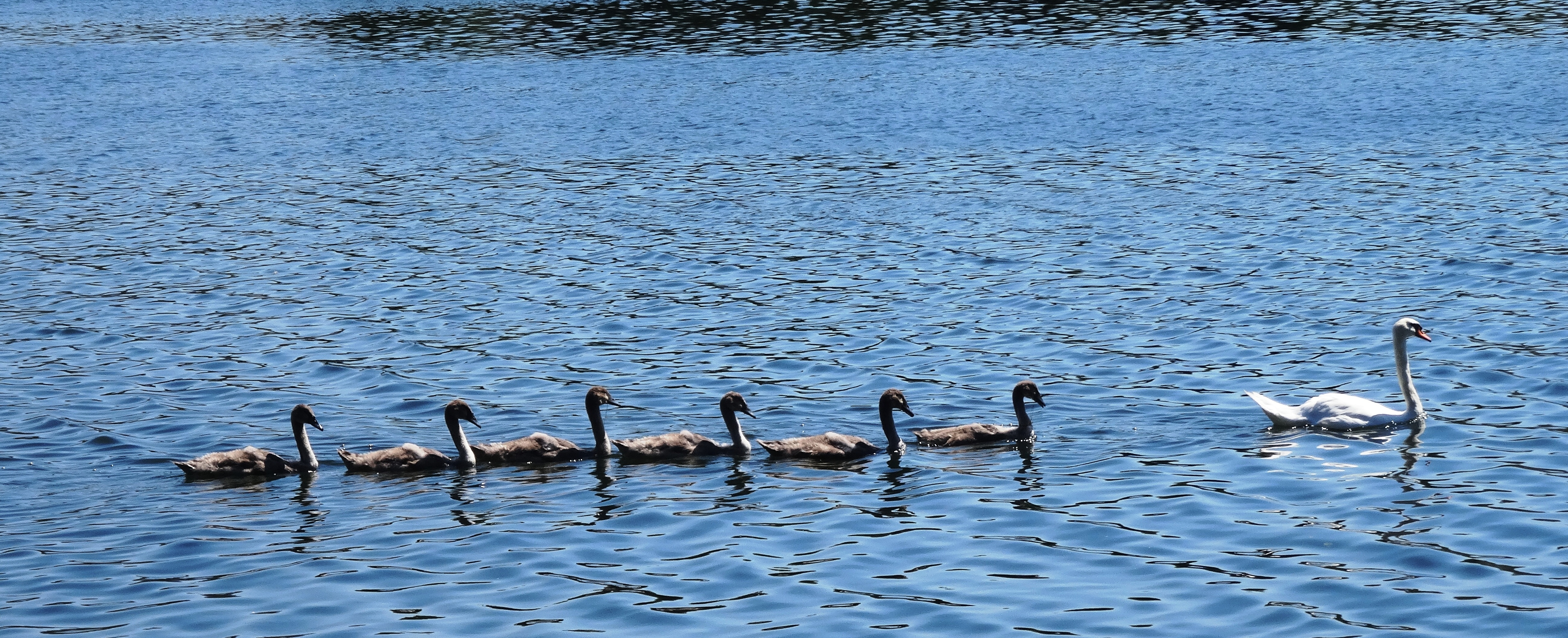
Höckerschwan mit Brut (Mosel)

Schwäne ernähren sich hauptsächlich von Wasserpflanzen, die vom Gewässergrund geholt werden. Wenn sie an Land gehen, fressen Schwäne auch am Ufer wachsende Pflanzen. Daneben werden zu einem weit geringeren Anteil Wasserinsekten, Mollusken, kleine Fische und Amphibien aufgenommen.
Die Paare binden sich für das ganze Leben. Bei einer Gruppe von Höckerschwänen konnte festgestellt werden, dass von den erfolgreich brütenden Tieren 97 % im Folgejahr mit demselben Partner brüteten. Dass sich Paare trennen, ist demnach extrem selten. So wurde beim Zwergschwan, der eine Lebensdauer von bis zu 27 Jahren hat, eine Paarbindung von wenigstens 19 Jahren festgestellt. Dementsprechend ist es schwierig für ältere Schwäne, die ihren Partner verloren haben, einen neuen Partner zu finden.
Die meisten Schwäne sind Einzelgänger, deshalb verteidigen Höckerschwäne für gewöhnlich erbittert ihr Revier. Bei Verletzung des Territoriums durch einen anderen Schwan kann es zu einem tödlichen Kampf kommen. Allerdings können selbst Höckerschwäne, wenn die Population sehr groß wird und Nahrung ausreichend vorhanden ist, verträglicher werden und in kleinen Kolonien brüten. Brüten in Kolonien ist die Regel beim Schwarzschwan und ein häufiges Phänomen beim Schwarzhalsschwan.
Das Nest der Schwäne wird aus Wasserpflanzen, Gräsern und Zweigen errichtet und ist oft von beachtlicher Größe. Da ein Paar dasselbe Nest immer wieder nutzt, kann es sich von Jahr zu Jahr vergrößern. Das Nest eines Trompeterschwans ist anfangs meistens 40 cm hoch und kann auf 90 cm anwachsen. Bei den Schwänen bauen beide Elternvögel das Nest. Dabei schwimmt oder steht der männliche Schwan mit dem Rücken zum Nest, auf dem das Weibchen sitzt, und reicht diesem mit einer rückwärtsgerichteten Bewegung von Kopf und Hals das Nistmaterial an. Später wird das Nest vom Weibchen dünn mit Daunen ausgepolstert. Gebrütet wird dann allein vom Weibchen, nur beim Schwarzschwan beteiligt sich hieran auch das Männchen. Gelegt werden vier bis sechs (selten ein bis elf) Eier, die etwa 40 Tage bebrütet werden. Die Jungen werden von beiden Partnern begleitet. Gelegentlich werden sie auf dem Rücken transportiert. Flügge gewordene Schwäne bleiben meist bis zur nächsten Fortpflanzungsperiode in einem Verband mit den Elternvögeln.

## Systematik
Die Gattung Cygnus ist, sowohl nach morphologischen Untersuchungen wie auch nach phylogenomischen Untersuchungen (Untersuchungen der Verwandtschaftsverhältnisse anhand des Vergleichs homologer DNA-Sequenzen), mit hoher Wahrscheinlichkeit monophyletisch. Problematisch und nicht mit letzter Sicherheit geklärt ist die Stellung des Coscorobaschwans. Dieser wird übereinstimmend in einer von den anderen Schwänen getrennten, monotypischen Gattung Coscoroba geführt. Ungeklärt ist aber deren Verhältnis zur Gattung Cygnus. Morphologisch arbeitende Ornithologen betrachten beide Gattungen als Schwestergruppen. Sie vereinigen dann beide in einer Tribus Cygnini oder mit weiteren Gattungen in einer weitgefassten Tribus Anserini. Bei den genetischen Analysen erwies sich aber unerwarteterweise der Coscorobaschwan als näher verwandt mit der australischen Hühnergans (Cereopsis novaehollandiae). Auf diese Platzierung deuten auch Chromosomenuntersuchungen hin. Systematische Nachschlagewerke wie Handbook of the Birds of the World alive (Online-Ausgabe, 2017) fassen dieser Deutung folgend die Tribus Cygnini als monotypisch, ausschließlich mit der Gattung Cygnus auf. Sie vereinigen die Gattungen Coscoroba und Cereopsis in einer Tribus Cereopseini (alternativ auch Cereopsini geschrieben). Dieser Auffassung wird hier gefolgt. Andere Autoren stellen, bei übereinstimmender Phylogenie, die drei Gattungen Cygnus, Coscoroba und Cereopsis gemeinsam in eine weiter gefasste Tribus Cygnini.
- Tribus Cygnini
  - Gattung Cygnus
    - Schwarzschwan, Cygnus atratus
    - Schwarzhalsschwan, Cygnus melanocoryphus
    - Höckerschwan, Cygnus olor
    - Trompeterschwan, Cygnus buccinator
    - Zwergschwan, Cygnus columbianus mit Cygnus columbianus bewickii als Unterart
    - Singschwan, Cygnus cygnus
    - † Neuseelandschwan, Cygnus sumnerensis †

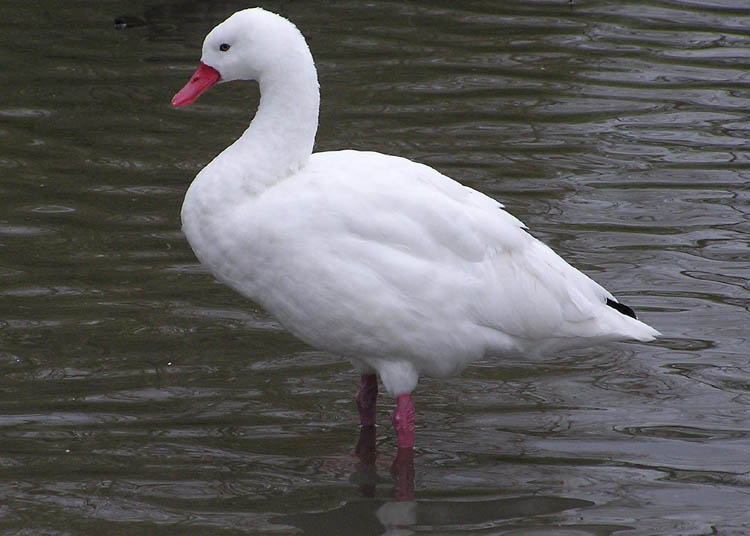
Der abweichende Coscorobaschwan Südamerikas

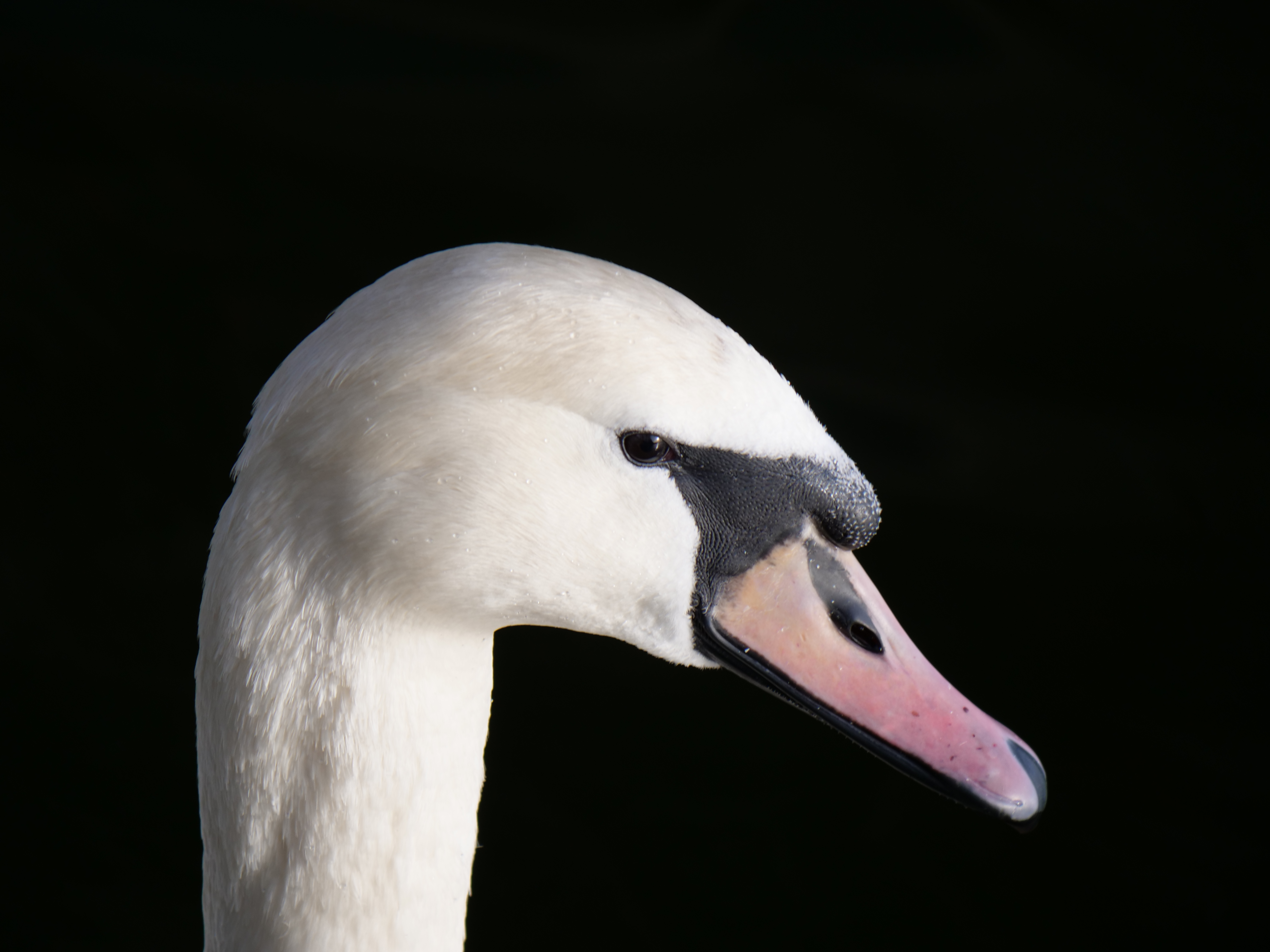
Kopfporträt eines Höckerschwans (Cygnus olor) von rechts

Nicht mehr zu den „echten“ Schwänen gehörend wäre:
- Tribus Cereopseini
  - Gattung Coscoroba
    - Coscorobaschwan, Coscoroba coscoroba

Nach den genetischen Daten ergäben sich folgende Verwandtschaftsverhältnisse (als Kladogramm)
|  | Schwäne (Cygnus)                                                                                                 |
|  | |
|  | \| \| Coscorobaschwan (Coscoroba coscoroba) \| \| \| \| \| \| Hühnergans (Cereopsis novaehollandiae) \| \| \| \| |
|  | |
|  | Coscorobaschwan (Coscoroba coscoroba)                                                                            |
|  | |
|  | Hühnergans (Cereopsis novaehollandiae)                                                                           |
|  | |

|  | Coscorobaschwan (Coscoroba coscoroba)  |
|  |                                        |
|  | Hühnergans (Cereopsis novaehollandiae) |
|  |                                        |

|  | Schwäne (Cygnus)                                                                                                 |
|  | |
|  | \| \| Coscorobaschwan (Coscoroba coscoroba) \| \| \| \| \| \| Hühnergans (Cereopsis novaehollandiae) \| \| \| \| |
|  | |
|  | Coscorobaschwan (Coscoroba coscoroba)                                                                            |
|  | |
|  | Hühnergans (Cereopsis novaehollandiae)                                                                           |
|  | |

|  | Coscorobaschwan (Coscoroba coscoroba)  |
|  |                                        |
|  | Hühnergans (Cereopsis novaehollandiae) |
|  |                                        |

|  | Schwäne (Cygnus)                                                                                                 |
|  | |
|  | \| \| Coscorobaschwan (Coscoroba coscoroba) \| \| \| \| \| \| Hühnergans (Cereopsis novaehollandiae) \| \| \| \| |
|  | |
|  | Coscorobaschwan (Coscoroba coscoroba)                                                                            |
|  | |
|  | Hühnergans (Cereopsis novaehollandiae)                                                                           |
|  | |

|  | Coscorobaschwan (Coscoroba coscoroba)  |
|  |                                        |
|  | Hühnergans (Cereopsis novaehollandiae) |
|  |                                        |

|  | Schwäne (Cygnus)                                                                                                 |
|  | |
|  | \| \| Coscorobaschwan (Coscoroba coscoroba) \| \| \| \| \| \| Hühnergans (Cereopsis novaehollandiae) \| \| \| \| |
|  | |
|  | Coscorobaschwan (Coscoroba coscoroba)                                                                            |
|  | |
|  | Hühnergans (Cereopsis novaehollandiae)                                                                           |
|  | |

|  | Coscorobaschwan (Coscoroba coscoroba)  |
|  |                                        |
|  | Hühnergans (Cereopsis novaehollandiae) |
|  |                                        |

|  | Schwäne (Cygnus)                                                                                                 |
|  | |
|  | \| \| Coscorobaschwan (Coscoroba coscoroba) \| \| \| \| \| \| Hühnergans (Cereopsis novaehollandiae) \| \| \| \| |
|  | |
|  | Coscorobaschwan (Coscoroba coscoroba)                                                                            |
|  | |
|  | Hühnergans (Cereopsis novaehollandiae)                                                                           |
|  | |

|  | Coscorobaschwan (Coscoroba coscoroba)  |
|  |                                        |
|  | Hühnergans (Cereopsis novaehollandiae) |
|  |                                        |

|  | Schwäne (Cygnus)                                                                                                 |
|  | |
|  | \| \| Coscorobaschwan (Coscoroba coscoroba) \| \| \| \| \| \| Hühnergans (Cereopsis novaehollandiae) \| \| \| \| |
|  | |
|  | Coscorobaschwan (Coscoroba coscoroba)                                                                            |
|  | |
|  | Hühnergans (Cereopsis novaehollandiae)                                                                           |
|  | |

|  | Coscorobaschwan (Coscoroba coscoroba)  |
|  |                                        |
|  | Hühnergans (Cereopsis novaehollandiae) |
|  |                                        |

|  | Schwäne (Cygnus)                                                                                                 |
|  | |
|  | \| \| Coscorobaschwan (Coscoroba coscoroba) \| \| \| \| \| \| Hühnergans (Cereopsis novaehollandiae) \| \| \| \| |
|  | |
|  | Coscorobaschwan (Coscoroba coscoroba)                                                                            |
|  | |
|  | Hühnergans (Cereopsis novaehollandiae)                                                                           |
|  | |

|  | Coscorobaschwan (Coscoroba coscoroba)  |
|  |                                        |
|  | Hühnergans (Cereopsis novaehollandiae) |
|  |                                        |

|  | Schwäne (Cygnus)                                                                                                 |
|  | |
|  | \| \| Coscorobaschwan (Coscoroba coscoroba) \| \| \| \| \| \| Hühnergans (Cereopsis novaehollandiae) \| \| \| \| |
|  | |
|  | Coscorobaschwan (Coscoroba coscoroba)                                                                            |
|  | |
|  | Hühnergans (Cereopsis novaehollandiae)                                                                           |
|  | |

|  | Coscorobaschwan (Coscoroba coscoroba)  |
|  |                                        |
|  | Hühnergans (Cereopsis novaehollandiae) |
|  |                                        |

Nach morphologischen Merkmalen ergäbe sich eine abweichende Phylogenie (nur rezente Gruppen berücksichtigt):
|  | Echte Gänse (Anserini)                                                                     |
|  |                                                                                            |
|  | \| \| Coscorobaschwan (Coscoroba coscoroba) \| \| \| \| \| \| Schwäne (Cygnus) \| \| \| \| |
|  |                                                                                            |
|  | Coscorobaschwan (Coscoroba coscoroba)                                                      |
|  |                                                                                            |
|  | Schwäne (Cygnus)                                                                           |
|  |                                                                                            |

|  | Coscorobaschwan (Coscoroba coscoroba) |
|  |                                       |
|  | Schwäne (Cygnus)                      |
|  |                                       |

|  | Echte Gänse (Anserini)                                                                     |
|  |                                                                                            |
|  | \| \| Coscorobaschwan (Coscoroba coscoroba) \| \| \| \| \| \| Schwäne (Cygnus) \| \| \| \| |
|  |                                                                                            |
|  | Coscorobaschwan (Coscoroba coscoroba)                                                      |
|  |                                                                                            |
|  | Schwäne (Cygnus)                                                                           |
|  |                                                                                            |

|  | Coscorobaschwan (Coscoroba coscoroba) |
|  |                                       |
|  | Schwäne (Cygnus)                      |
|  |                                       |

|  | Echte Gänse (Anserini)                                                                     |
|  |                                                                                            |
|  | \| \| Coscorobaschwan (Coscoroba coscoroba) \| \| \| \| \| \| Schwäne (Cygnus) \| \| \| \| |
|  |                                                                                            |
|  | Coscorobaschwan (Coscoroba coscoroba)                                                      |
|  |                                                                                            |
|  | Schwäne (Cygnus)                                                                           |
|  |                                                                                            |

|  | Coscorobaschwan (Coscoroba coscoroba) |
|  |                                       |
|  | Schwäne (Cygnus)                      |
|  |                                       |

|  | Echte Gänse (Anserini)                                                                     |
|  |                                                                                            |
|  | \| \| Coscorobaschwan (Coscoroba coscoroba) \| \| \| \| \| \| Schwäne (Cygnus) \| \| \| \| |
|  |                                                                                            |
|  | Coscorobaschwan (Coscoroba coscoroba)                                                      |
|  |                                                                                            |
|  | Schwäne (Cygnus)                                                                           |
|  |                                                                                            |

|  | Coscorobaschwan (Coscoroba coscoroba) |
|  |                                       |
|  | Schwäne (Cygnus)                      |
|  |                                       |

|  | Echte Gänse (Anserini)                                                                     |
|  |                                                                                            |
|  | \| \| Coscorobaschwan (Coscoroba coscoroba) \| \| \| \| \| \| Schwäne (Cygnus) \| \| \| \| |
|  |                                                                                            |
|  | Coscorobaschwan (Coscoroba coscoroba)                                                      |
|  |                                                                                            |
|  | Schwäne (Cygnus)                                                                           |
|  |                                                                                            |

|  | Coscorobaschwan (Coscoroba coscoroba) |
|  |                                       |
|  | Schwäne (Cygnus)                      |
|  |                                       |

|  | Echte Gänse (Anserini)                                                                     |
|  |                                                                                            |
|  | \| \| Coscorobaschwan (Coscoroba coscoroba) \| \| \| \| \| \| Schwäne (Cygnus) \| \| \| \| |
|  |                                                                                            |
|  | Coscorobaschwan (Coscoroba coscoroba)                                                      |
|  |                                                                                            |
|  | Schwäne (Cygnus)                                                                           |
|  |                                                                                            |

|  | Coscorobaschwan (Coscoroba coscoroba) |
|  |                                       |
|  | Schwäne (Cygnus)                      |
|  |                                       |

|  | Echte Gänse (Anserini)                                                                     |
|  |                                                                                            |
|  | \| \| Coscorobaschwan (Coscoroba coscoroba) \| \| \| \| \| \| Schwäne (Cygnus) \| \| \| \| |
|  |                                                                                            |
|  | Coscorobaschwan (Coscoroba coscoroba)                                                      |
|  |                                                                                            |
|  | Schwäne (Cygnus)                                                                           |
|  |                                                                                            |

|  | Coscorobaschwan (Coscoroba coscoroba) |
|  |                                       |
|  | Schwäne (Cygnus)                      |
|  |                                       |

|  | Echte Gänse (Anserini)                                                                     |
|  |                                                                                            |
|  | \| \| Coscorobaschwan (Coscoroba coscoroba) \| \| \| \| \| \| Schwäne (Cygnus) \| \| \| \| |
|  |                                                                                            |
|  | Coscorobaschwan (Coscoroba coscoroba)                                                      |
|  |                                                                                            |
|  | Schwäne (Cygnus)                                                                           |
|  |                                                                                            |

|  | Coscorobaschwan (Coscoroba coscoroba) |
|  |                                       |
|  | Schwäne (Cygnus)                      |
|  |                                       |

Der Zwergschwan wird oft als Unterart des Pfeifschwans angesehen. Die nordischen Arten Trompeter-, Pfeif-, Zwerg- und Singschwan bilden eine Verwandtschaftsgruppe. Gelegentlich wird auch ein Schwesterartenverhältnis zwischen Trauer- und Schwarzhalsschwan angenommen, die dann in einer Untergattung Chenopsis zusammengefasst werden. Der Höckerschwan wird meistens als Schwesterart der nordischen Schwäne angesehen.

## Schwäne und der Mensch

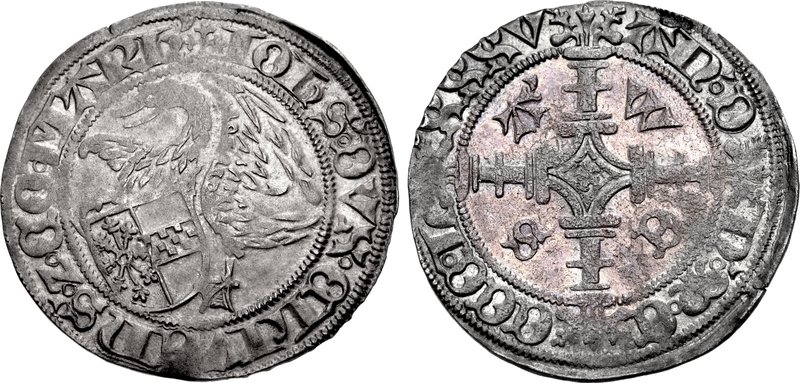
Klevscher Schwanenstüber von 1485. Der Schwan im Münzbild hat einen Bezug zu einer sagenhaften Ahnengeschichte.

Das Wort Schwan ist sehr alt. Bereits im Althochdeutschen und Mittelhochdeutschen wurden diese Vögel als swan bezeichnet, was auch identisch mit dem englischen Wort für Schwan ist. Der Name leitet sich vermutlich von dem indogermanischen Wort suen ab, das für „rauschen“ und „tönen“ steht und ein Hinweis auf die auffallenden Fluggeräusche dieser Vögel ist.
Im Europa des Mittelalters galt die Schwanenhaltung auf offenem Gewässer als Hoheitsrecht. Als politisches Symbol der Reichsunmittelbarkeit stellte z. B. der Rat der Stadt Hamburg 1664 die Belästigung der Alsterschwäne (Höckerschwäne auf der Alster) unter Strafe. Futterzahlungen der Stadt an die Tiere lassen sich ab 1591 belegen. Heute werden die Tiere von einem Schwanenaufseher (Volksmund: Schwanenvater) betreut. Seit 1957 wird im Winter für die ca. 120 Tiere der Eppendorfer Mühlenteich eisfrei gehalten.

### Schwäne in Mythen und Erzählungen
Schwäne haben oft die menschliche Fantasie beflügelt: Davon zeugen nicht nur der Mythos von Leda oder der Schwanengesang, sondern auch Märchen wie Das hässliche Entlein geben davon Kunde. In diesem Märchen versinnbildlicht der Schwan u. a. Reifung und Vollendung, er wird in der Kunst und Literatur aber auch als Allegorie für Reinheit gebraucht, zu nennen wäre in diesem Zusammenhang etwa der Schwanenritter Lohengrin bei Richard Wagner, dessen Nachen von einem Schwan gezogen wird. In der Prosa-Edda wird erwähnt, dass zwei Schwäne im heiligen Urdbrunnen schwimmen. Die irische Mythologie verwendet in ihrer Symbolik sehr häufig Schwäne.
Schwäne sind auch in anderen Bereichen der Kunst präsent, unter anderem auf zahlreichen Gemälden, sowie als Namensgeber für das berühmte Ballett Schwanensee.

### Der Schwan als Lebensmittel
Durch den seit Jahrhunderten bestehenden Schutz des Schwanes gibt es nur wenige gegenwärtige Erfahrungen mit dessen Verzehr. Aus den Carmina Burana des 11. bis 13. Jahrhunderts ist, nicht zuletzt wegen der gleichnamigen Vertonung von Carl Orff, ein Lied über einen am Spieß gebratenen Schwan bekannt (Cignus ustus cantat: „Olim lacus colueram“). In England standen Schwäne neben Pfauen und Reihern auf königlichen Speiseplänen. Es wird berichtet, dass der englische König Heinrich III. 1251 für sein Weihnachtsbankett 125 Schwäne benötigte.
Aus vergangenen Jahrhunderten sind Rezepte für beispielsweise „Gebackenen Schwan“ überliefert. Das zunehmende Verschwinden von Schwänen von Hofmenüs erfolgte zeitgleich mit dem Auftauchen des Truthahns in Europa nach der Entdeckung Amerikas.
Es wird berichtet, Schwan sei zäh und schmecke schlammig und fischig. Auf der anderen Seite hielt der Komponist Sir Peter Maxwell Davies mit Bein und Brustfleisch von abgehangenen Tieren zubereitete Schwanenterrine für „delikat“. Er sagte, das Fleisch sei dunkel mit starkem Geschmack, der an Fasan und auch etwas an Wildbret erinnere. Im Zusammenhang mit dem Verzehr von Schwanenfleisch wird angeraten, das Fleisch für vier Tage abzuhängen, da Bakterien in dieser Zeit das Fleisch zarter machen und den Geschmack verbessern.
Manche Juden und Christen interpretieren eine Textstelle in Leviticus (Lev 11,17 ) in dem Sinne, dass sie auf den Verzehr von Schwänen zu verzichten haben. Die neuere Übersetzung des eigentlichen Wortlautes () reflektiert hingegen, dass der Vogel, der uns als Schwan bekannt ist, hier vermutlich nicht gemeint ist.